# Ceurih Alue
Ceurih Alue is een bestuurslaag in het regentschap Pidie van de provincie Atjeh, Indonesië. Ceurih Alue telt 321 inwoners (volkstelling 2010).